# Кондормен
„Кондормен“ (на английски: Condorman) е американски филм от 1981 г. на режисьора Чарлз Джарът. В него се разказва за илюстратор на комикси на име Удроу Уилкинс, който помага за опазването на дезертирала агентка на КГБ. Главните роли се изпълняват от Майкъл Кроуфорд, Барбара Карера и Оливър Рийд.
Въпреки неуспеха на филма в боксофиса с времето той получава култов статус сред феновете на „Дисни“.